# Chokkahalli, Chik Ballapur
Chokkahalli là một làng thuộc tehsil Chik Ballapur, huyện Kolar, bang Karnataka, Ấn Độ.